# Yaakov Dori
Yaakov Dori (em hebraico:  יַעֲקֹב דּוֹרִי;) (Odessa, 8 de outubro de 1899 – Haifa, 22 de janeiro de 1973), nascido Yaakov Dostrovsky, foi o primeiro Chefe do Estado-Maior das Forças de Defesa de Israel (FDI). Ele também foi presidente do Technion – Instituto Israelense de Tecnologia.

## Biografia
Yaakov Dostrovsky (mais tarde Dori) nasceu em Odessa, na atual Ucrânia (então parte do Império Russo), filho de Tzvi e Myriam Dostrovsky. A família imigrou para a Palestina Otomana após o pogrom antijudaico em Odessa em 1905. Ao concluir o ensino médio na Hebrew Reali School em Haifa, ele se alistou na Legião Judaica do Exército Britânico durante a Primeira Guerra Mundial. Após a guerra, ele estudou engenharia na Universidade de Ghent.
Seu filho, Yerachmiel Dori, serviu como comandante do Corpo de Engenharia das FDI. Sua filha, Etana Padan, é bioquímica e professora de ecologia microbiana na Universidade Hebraica de Jerusalém. Seu filho mais novo, Zvi Dori, foi professor de química no Technion e fundador do primeiro Museu de Ciências de Israel, o Technoda. Israel Dostrovsky, físico-químico e ex-presidente do Instituto Weizmann de Ciência, era seu primo em primeiro grau.

## Carreira militar

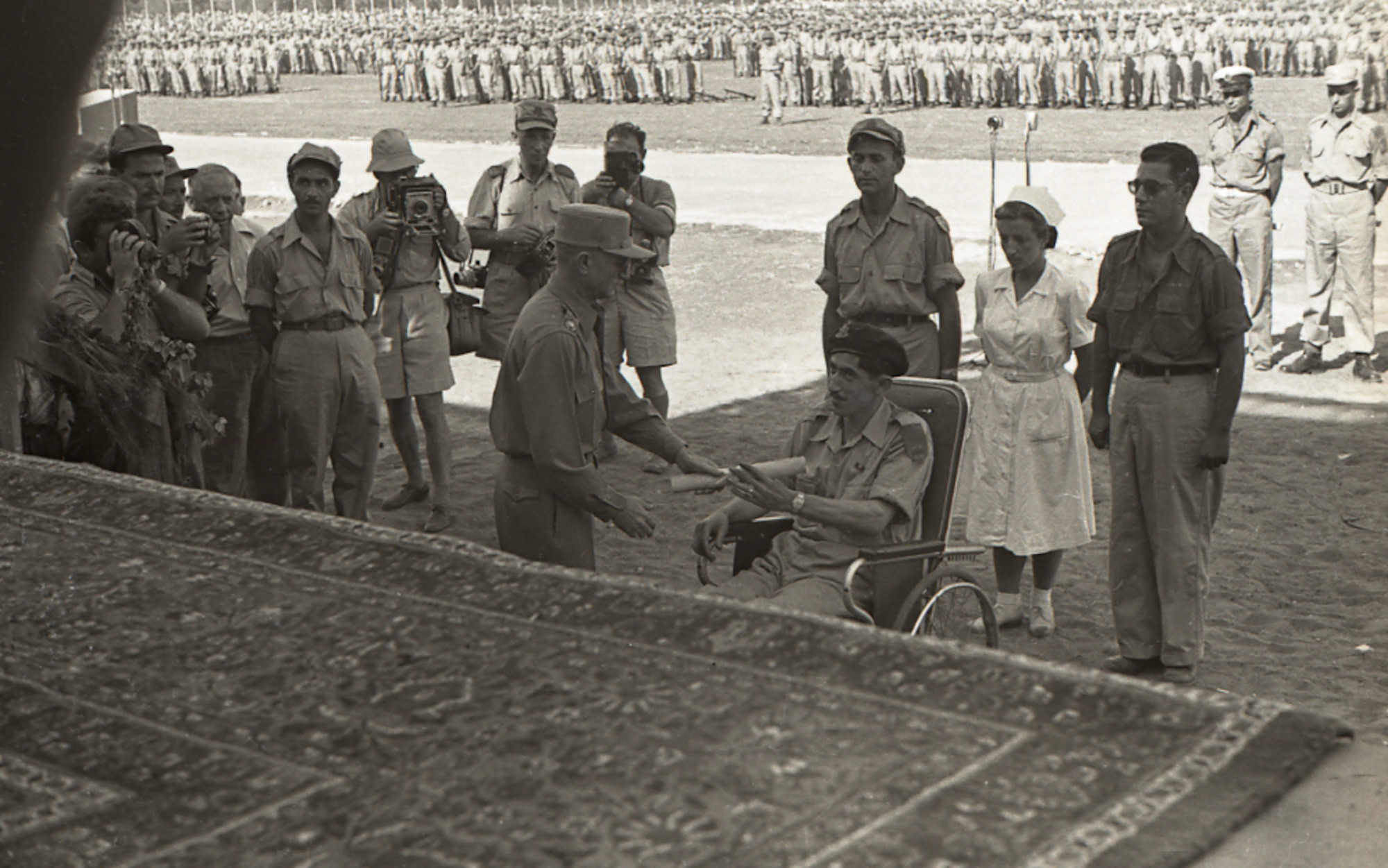
O Ramatkal Yaakov Dori concede a barreta do Herói de Israel a Siman-Tov Ganeh.

Quando retornou à Palestina em 1926, ele se juntou ao Haganah e adotou o nome clandestino de "Dan". No Haganah, ele era o comandante das Forças do Haganah de Haifa. Em 1939, Dori foi nomeado Chefe do Estado-Maior do Haganá, cargo que ocupou até 1946. Como chefe, era dever de Yaakov Dori transformar o Haganá de uma organização difusa de autodefesa em um exército modelo. De 1946 a 1947, ele também chefiou a delegação judaica palestina enviada para comprar armas nos Estados Unidos.
Quando as Forças de Defesa de Israel (FDI) foram formadas, Dori assumiu como seu primeiro Chefe de Estado-Maior. No entanto, apesar de suas boas habilidades de comando e organização, ele já sofria de problemas de saúde e teve dificuldade em comandar suas tropas durante a Guerra da Palestina de 1948, sendo então forçado a depender muito do seu vice, Yigael Yadin. Ele completou seu mandato como Chefe do Estado-Maior em 9 de novembro de 1949 e se aposentou do exército, sendo sucedido por Yadin. No entanto, após sua dispensa do exército, ele continuou a usar o distintivo de oficial que recebeu quando se tornou segundo-tenente.

## Carreira acadêmica
Ao deixar as FDI, Dori foi nomeado presidente do Conselho Científico do país, vinculado ao gabinete do Primeiro-Ministro. Mais tarde, foi nomeado presidente do Technion em Haifa em 1951, cargo que ocupou até 1965. Ele seguiu Shlomo Kaplansky e foi seguido por Alexander Goldberg.

## Legado
A base das Forças de Defesa de Israel em Tel HaShomer, uma das maiores de Israel, recebeu o nome de Ya'akov Dori. Uma estrada importante em Haifa e uma rua em Berseba também foram homenageadas com seu nome.